# O Tempo não Pára
"O Tempo Não Pára" (en Español: El tiempo no para) es el cuarto tema perteneciente al álbum O Tempo Não Pára (1988), del cantante brasileño de rock Cazuza, compuesto en colaboración junto a Arnaldo Brandão. Junto a «Exagerado» e «Ideología», son las canciones de mayor éxito del cantante.

## Interpretación

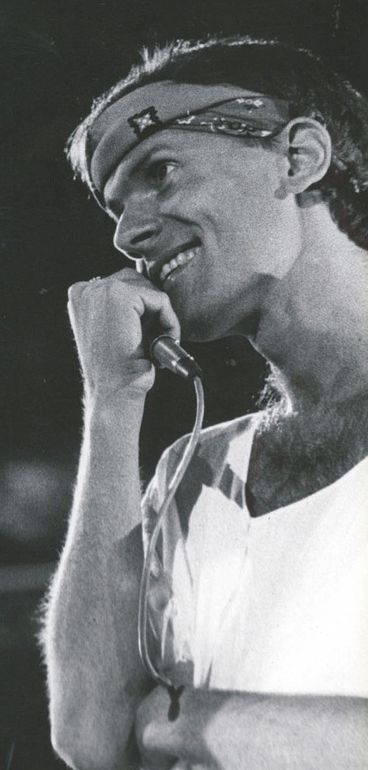
Cazuza en 1988, autor de la canción.

Esta canción fue dedicada por Cazuza a los medios de comunicación, los cuales lo habían dado por muerto antes de tiempo en sus últimos años, cuando el autor estaba muriendo de Sida. Es, en si, una queja sobre la irritación del músico con la sociedad que tanto criticó su estilo de vida, su enfermedad, sus vicios y su orientación sexual, y al mismo tiempo está planteada como una crítica a la explotación de su imagen en los medios de comunicación.
La letra en portugués:

Mas se você achar que eu tô derrotado 

saiba que ainda estão rolando os dados 

por que o tempo 

o tempo não pára 

En español:

Pero si piensas que estoy derrotado,

quiero que sepas que siguen rodando los dados,

por que el tiempo, el tiempo no para.

## Otras versiones

### Bersuit Vergarabat
La banda argentina Bersuit Vergarabat, traduce el tema al castellano, haciendo una adaptación en el álbum Y Punto, de 1992. El tema saltaría luego a la fama con la versión en vivo del álbum De la cabeza con Bersuit Vergarabat, en el año 2002. En los recitales, Gustavo Cordera solía cantar algunos versos en portugués.

### Fabiana Cantilo
La cantante argentina Fabiana Cantilo grabó una nueva versión, basada en la de Bersuit Vergarabat, que se utiliza de cortina para la serie argentina El tiempo no para.